# Episodi di Misfits (seconda stagione)
La seconda stagione della serie televisiva Misfits è stata trasmessa nel Regno Unito dall'11 novembre al 19 dicembre 2010 su E4.
In Italia la stagione è andata in onda dal 21 febbraio al 4 aprile 2011 su Fox. Dal 17 marzo al 28 aprile 2011 è andata in onda, in prima visione in chiaro, su Rai 4.

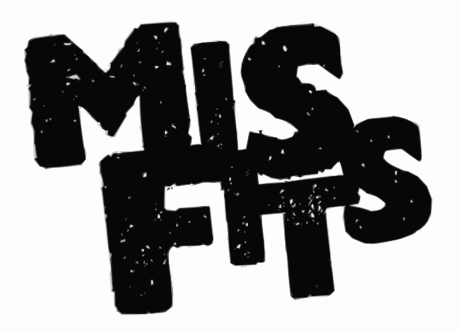
Il logo della serie televisiva

| nº | Titolo originale  | Titolo italiano       | Prima TV UK      | Prima TV Italia  |
| -- | ----------------- | --------------------- | ---------------- | ---------------- |
| 1  | Episode One       | L'apparenza inganna   | 11 novembre 2010 | 21 febbraio 2011 |
| 2  | Episode Two       | Effetti collaterali   | 18 novembre 2010 | 28 febbraio 2011 |
| 3  | Episode Three     | Memorie dal futuro    | 25 novembre 2010 | 7 marzo 2011     |
| 4  | Episode Four      | Game Over             | 2 dicembre 2010  | 14 marzo 2011    |
| 5  | Episode Five      | Istinti primordiali   | 9 dicembre 2010  | 21 marzo 2011    |
| 6  | Episode Six       | I rischi del successo | 16 dicembre 2010 | 28 marzo 2011    |
| 7  | Christmas Special | Fame di potere        | 19 dicembre 2010 | 4 aprile 2011    |

## L'apparenza inganna
- Titolo originale: Episode One
- Diretto da: Tom Green
- Scritto da: Howard Overman

### Trama
Al centro sociale arriva un nuovo assistente che sembra piacere ai ragazzi. Mentre Kelly è fuori, riceve uno strano biglietto che le indica di recarsi sulla tomba di Nathan. Qui Kelly riesce a percepire i pensieri del ragazzo e a capire che è ancora vivo. Ora, fiero del suo potere, Nathan torna al centro sociale, dove insieme agli altri deve occuparsi di un gruppo di persone che usano il centro per fare terapia di gruppo. Tra le persone, Simon riconosce Lucy, una ragazza ossessionata da lui che aveva conosciuto all'ospedale psichiatrico, che non accetta che il ragazzo non sia uscito con lei per stare con i suoi amici. Mentre è nello spogliatoio, Simon trova Alisha ad aspettarlo che, senza farlo parlare, fa sesso orale con lui. Subito dopo però, mentre si trova in bagno da sola, Alisha si "trasforma": in realtà è Lucy, una mutaforma. Ora, la ragazza cerca di mettere tutti contro tutti prendendo le sembianze prima di Kelly, facendole insultare Nathan, poi di Alisha che, andando da Curtis, dice di aver subito violenza da Simon. Infuriato, il ragazzo va alla ricerca di Simon per picchiarlo e, quando lo trova, Simon è insieme a Nathan che ha scoperto che il ragazzo, per evitare che Sally andasse alla polizia, l'ha uccisa. Dopo aver confessato tutto, e dopo aver chiarito che lui non ha aggredito Alisha, Nathan si allontana e, in quell'istante un altro Nathan esce dal bagno: con non poco stupore, capiscono che dietro tutto c'è Lucy e, dopo aver ucciso il nuovo assistente, morte alla quale ovvia il potere di Curtis, comincia la ricerca di Lucy. La ragazza, riesce però a sfuggire loro prima nelle sembianze di un topo, poi di Simon ma, quando Nathan si accorge che non è lui, la ragazza lo "uccide". I ragazzi sono di nuovo uno contro l'altro e, provando che ognuno è se stesso, Kelly tenta di uccidere Curtis che, a differenza degli altri, non può gestire a suo piacimento il potere. Proprio in quel momento, un uomo mascherato, fa saltare la corrente e salva Curtis mostrando Kelly nella sua vera natura: così, Lucy, dopo aver colpito Simon, ne prende le sembianze per andare alla polizia. Arrivata al distretto, poco prima di incontrare l'agente, il vero Simon le chiede perdono per non essere mai andato a trovarla e la supplica di non allontanarlo dai suoi amici perché è la prima volta che fa parte di un gruppo. Impietosita, Lucy cambia idea e non confessa l'omicidio. I ragazzi ora sono salvi e decidono di disfarsi del corpo di Sally gettandolo in mare, mentre l'uomo mascherato li osserva dall'alto.

## Effetti collaterali
- Titolo originale: Episode Two
- Diretto da: Tom Green
- Scritto da: Howard Overman

### Trama
Mentre sono al centro sociale, Nathan riceve la visita di un ragazzo che gli rivela di essere suo fratello, Jamie, nato da una relazione del padre. I due cominciano così a frequentarsi e dopo aver liberato il padre che Jamie aveva rinchiuso nel portabagagli, scoprono di avere molto in comune. Insieme a Curtis, Alisha, Kelly, Simon e Lili, una ragazza conosciuta da Nathan il giorno stesso, che ha il potere di congelare ciò che tocca, i due si recano ad una festa in discoteca dove Jamie offre a tutti dell'ecstasy, e ne dà, di nascosto, anche a Simon. I ragazzi scoprono così di avere, sotto gli effetti della droga, dei poteri inversi al solito: Kelly è costretta a dire tutto ciò che le passa per la testa, finendo così per confessare i suoi sentimenti a Nathan; Simon non riesce a passare inosservato e attira le attenzioni di tutti su di sé; Alisha scatena repulsione in tutti gli uomini, Curtis compreso; Curtis fa un viaggio nel futuro dove non solo scopre di essere una sorta di supereroe, ma anche di essere apparentemente fidanzato con un'altra ragazza. Solo Nathan sembra non avere ripercussioni e, mentre sta uscendo per cercare Jamie, il quale è uscito con Lili, vede che la macchina dove il fratello e la ragazza hanno un rapporto sessuale, ha preso fuoco. Preoccupato per il fratello, Nathan corre lì ma, fortunatamente, scopre che Jamie, sconvolto per Lili, è riuscito ad uscire incolume dall'auto. Intanto, Simon segue l'uomo mascherato che, come sempre, osserva lui e i suoi amici. L'indomani, dopo aver confessato al fratello del suo potere, Nathan accompagna Jamie dal padre per far chiarire i due: arrivati a casa dell'uomo, quest'ultimo, distrutto, confessa al figlio che Jamie è morto nell'incendio facendo così scoprire a Nathan di poter parlare e vedere i morti. Jamie infatti, confessa al fratello di essere lì per far chiarire lui e suo padre e, una volta riuscito nell'intento, se ne va insieme a Lili. Al centro sociale, Simon porta gli amici a casa dell'uomo mascherato dove  scoprono che in realtà vive una ragazza, la stessa ragazza vista da Curtis nel suo viaggio nel futuro.

## Memorie dal futuro
- Titolo originale: Episode Three
- Diretto da: Tom Green
- Scritto da: Howard Overman

### Trama
Alisha viene aggredita da un uomo ma, quando le cose stanno per peggiorare, interviene nuovamente l'uomo mascherato a salvarla. Tornata al centro sociale, Alisha prova a chiedere a Simon cosa pensa di quell'uomo mascherato e lui, come sempre, pensa di doverlo cercare. Finito l'orario di lavoro, mentre Kelly va con Simon e Nathan a farsi ripassare un tatuaggio, Alisha vuole cercare l'uomo mascherato: così, torna sul posto dell'aggressione e insulta un ragazzo di passaggio. A quel punto, il ragazzo la insegue e lei, scappando, cade dalle scale e in quel momento arriva proprio l'uomo mascherato. Svegliatasi in un appartamento con strani orologi e foto, Alisha si guarda intorno e, andando in bagno, scopre chi si nasconde dietro la maschera: è Simon. Parlando con lui, il ragazzo le dice di essere venuto dal futuro e, annunciandole qualche cosa del futuro, la sconvolge.
Intanto, al centro sociale, qualcosa non va: Nathan sembra innamorato di Simon il quale, parlandone con Kelly, nota che il ragazzo ha un tatuaggio sulla spalla con il suo nome. Kelly, riconoscendo la mano del suo tatuatore, torna da lui dove quest'ultimo, grazie al suo potere, tatua anche a lei il proprio nome. Ora, Simon si trova da solo a combattere la sua lotta contro il potere dei tatuaggi.
Alisha, ancora sconvolta dalle parole del Simon del futuro, non riesce a far funzionare le cose con Curtis, il quale intanto è tornato dalla ragazza della sua visione, scoprendo che lei ha problemi di cuore.
La sera Alisha, sempre più attratta dal Simon del futuro, torna nel suo appartamento, dove il ragazzo la fa aspettare per portare a termine un suo dovere: il ragazzo infatti, va al centro sociale dove il Simon del presente sta andando con Kelly, Nathan e Curtis dal tatuatore per far rimuovere i tatuaggi ai suoi amici. Mentre stanno andando, notano però la presenza dell'uomo mascherato che lancia loro delle noccioline. Arrivati dal tatuatore, quest'ultimo si trova costretto ad usare il suo potere per fermare i ragazzi ma, in quel momento, Simon nota l'allergia alle noccioline dell'uomo e, dopo una lotta, riesce a far rimuovere tutti i tatuaggi.
Intanto Alisha, rimasta ad aspettare Simon del futuro, finisce per fare l'amore con lui. L'indomani, dopo aver promesso a Simon del futuro di non raccontare niente agli altri, Alisha si trova in imbarazzo con Simon e, alle domande che tutti si pongono sull'uomo mascherato, risponde dicendo di ignorarlo.

## Game Over
- Titolo originale: Episode Four
- Diretto da: Tom Green
- Scritto da: Howard Overman

### Trama
Un nuovo ragazzo si unisce al gruppo, Holly, costretto ai servizi sociali per aver danneggiato una centrale elettrica come protesta ambientale. I ragazzi decidono di tenergli nascosti i loro poteri, ma è lui stesso a rivelare di averne uno: è infatti in grado di teletrasportarsi. Giunti sul posto di lavoro assegnato loro per quel giorno, piomba sul posto Tim, un ragazzo che, a bordo della sua auto sportiva, pensa di vivere in un videogioco e chiede loro dove sia Conti. Pensando fosse uno scherzo, Nathan indica Simon, che viene minacciato da Tim il quale, ancora, scambia Kelly per la sua ex fidanzata, che lo ha abbandonato sull'altare proprio per tradirlo con Conti. Vista la strana situazione, Holly prova a tranquillizzare il ragazzo che, però, gli spara in testa uccidendolo. Spaventati, i ragazzi riescono a scappare e, nel mentre, il cuore di Holly viene donato a Nikki, la ragazza che Curtis era andato a trovare il giorno prima. Al suo risveglio, la ragazza si rende conto che qualcosa non va e, nella paura, si ritrova nell'obitorio davanti a Holly. Spaventata dallo strano evento, Nikki incontra Curtis che spiega tutto all'amica alla quale, dopo aver lasciato Alisha, chiede un appuntamento.
Intanto, dopo aver salutato Simon del futuro, Alisha si reca al centro dove incontra Kelly. Le due stanno camminando insieme quando si rendono conto che dietro di loro c'è di nuovo Tim. Alisha riesce a fuggire ma Kelly viene colpita al volto con un tirapugni e rapita. Corsa a riferire tutto agli altri, i quattro di uniscono per salvarla. Simon del futuro fa trovare loro una console con un gioco: guardando bene, i ragazzi si rendono conto che quello è il gioco in cui Tim pensa di essere e, capendo che l'unico modo di liberare Kelly è portare i soldi a Tim, decidono di rapinare un furgone portavalori grazie al potere di Simon. Nathan, Alisha, Simon e Curtis arrivano nel posto dove Tim li sta aspettando insieme a Kelly ma, una volta consegnati i soldi, il ragazzo arriva ad un altro livello di gioco: pensa che tra loro ci sia un poliziotto infiltrato e di dover capire chi sia, per poi ucciderlo. Per la sua ricerca, decide di incatenarli tutti e lasciarli a pensare mentre va a prendere la sua arma.
Intanto, al pub Nikki sta aspettando Curtis ma, arrabbiata perché il ragazzo non arriva, decide di andarsene quando, improvvisamente, si teletrasporta proprio da lui. Inizialmente scioccata, la ragazza prova a liberarli ma non fa in tempo e viene incatenata insieme agli altri. Ora Tim, dato che nessuno parla, decide di ucciderli uno per volta a cominciare da Alisha. Ma Curtis, approfittando di un momento di distrazione di Tim, riesce a sferrargli un calcio, permettendo così ad Alisha di scappare. Cercando di correre il più veloce possibile, Alisha viene però raggiunta da Tim che, nonostante le suppliche della ragazza, decide di ucciderla. Proprio qualche secondo prima di ucciderla, interviene sul posto Simon del futuro che si frappone tra Tim ed Alisha. Il proiettile colpisce quindi lui, che cade tra le braccia di Alisha. Disperata, la ragazza gli toglie la maschera mostrandolo anche a Tim. Simon del futuro confessa così al ragazzo di essere lui il poliziotto infiltrato, permettendogli di completare il livello e di allontanarsi per compiere la prossima missione. In lacrime, Alisha vorrebbe aiutare Simon del futuro ma quest'ultimo, in fin di vita, le chiede di lasciarlo morire e, ancora, le confessa che solo amando il Simon del presente lui diventerà com'è. 
L'indomani, tutto è tornato alla normalità e i ragazzi scoprono che Tim è stato arrestato. Curtis si incontra con Nikki, la quale lo bacia facendo nascere tra loro qualcosa. Alisha, in lacrime, torna nel covo di Simon del futuro che precedentemente le aveva lasciato le chiavi e qui, tra le tante foto, trova anche una foto di lei e Simon a Las Vegas, posto da lei tanto sognato e promessole proprio da Simon del futuro.

## Istinti primordiali
- Titolo originale: Episode Five
- Diretto da: Tom Green
- Scritto da: Howard Overman

### Trama
Nathan è al centro sociale quando vede una ragazza seminuda nello spogliatoio e, poco dopo, viene ucciso brutalmente. L'indomani, al centro sociale, Nathan rivede la ragazza scoprendo che si chiama Jessica e che è l'organizzatrice di un evento sportivo che si terrà proprio lì. Spaventato per l'accaduto, Nathan racconta tutto agli amici quando vede che Jessica sta flirtando con Simon, cosa che fa ingelosire Alisha. Preoccupato per l'amico, prova ad avvisarlo ma, offeso per il comportamento degli altri, Simon si fa coraggio e chiede a Jessica di uscire. Mentre tutti se ne sono andati, Nathan sta guardando un documentario quando osserva una piccola lite tra Jessica e un ragazzo che, poco dopo, trova morto nel corridoio. Ancora più terrorizzato dall'idea che Simon stia per incontrare la ragazza, chiama i suoi amici e, insieme ad Alisha, pedina l'amico che però esce incolume dall'incontro.
Kelly, dopo aver aiutato un ragazzo, Bruno, a scappare dalla polizia, si ritrova ad uscire con lui e, leggendogli nel pensiero, scopre che è realmente interessato a lei. Mentre stanno parlando, Kelly gli propone di andare a casa sua e lì, i due si lasciano andare alla passione, così come Curtis e Nikki.
L'indomani, mentre la storia di Simon e Jessica continua, la ragazza invita tutti a una festa in maschera per la sera dove Kelly invita anche Bruno con il quale, però, poco dopo discute. La sera, i cinque ragazzi, vestiti da supereroi, partecipano alla festa dove Simon si diverte con Jessica mentre Kelly prova a chiarire con Bruno, e Nathan, Alisha e Curtis cercano di tenere sotto controllo Simon. Il ragazzo, va in bagno dove, per fatalità, incontra un altro ragazzo vestito come lui che finisce sotto le mani del killer: non è Jessica, ma il padre di lei. Tornato alla festa, Simon si allontana poi con Jessica la quale, dopo avergli confessato di essere vergine, si lascia andare alla passione insieme al ragazzo. Intanto, mentre Curtis sta cercando l'amico, rivive una scena già vissuta qualche giorno prima e, dopo aver incontrato Nikki sul tetto, fa l'amore con lei, venendo però scoperto da Alisha che, subito dopo, riesce ad arrivare in tempo e salvare Simon dalle mani del padre di Jessica.
Nel frattempo Kelly è con Bruno quando, arrivata la polizia, il ragazzo la prende con sé e scappa, dicendole che la tempesta l'ha cambiato. I due scappano inseguiti anche da Nathan, preoccupato per l'amica. Bruno, braccato dalla polizia, prende in braccio Kelly e, come un gorilla, si arrampica sul tetto. Arrivati in cima, ad aspettarli c'è un poliziotto che Bruno comincia a picchiare ferocemente, ma viene fermato da un proiettile sparatogli da un altro poliziotto, che lo ferisce a morte. Bruno cade tra le braccia di Kelly che, togliendogli la maschera, scopre essere in realtà un gorilla, trasformato in umano dalla tempesta. Disperata, lascia che muoia tra le sue braccia.
L'indomani, quando tutto sembra essere passato, i ragazzi si ritrovano sul tetto tutti insieme e Simon confessa loro di aver fatto l'amore per la prima volta e, tra la gelosia e il dispiacere di Alisha e la felicità di Nathan, i ragazzi festeggiano.

## I rischi del successo
- Titolo originale: Episode Six
- Diretto da: Tom Green
- Scritto da: Howard Overman

### Trama
Dopo aver visto un servizio alla tv di un ragazzo che, a seguito del temporale, ha sviluppato lo strano potere di controllare il latte, Nathan parla con Simon e Curtis ipotizzando di mostrarsi anche loro al pubblico e diventare famosi, ignaro del fatto che, ad ascoltare la conversazione, c'è l'assistente sociale. L'indomani, mentre stanno per iniziare con i loro soliti compiti, i ragazzi vengono sommersi dalla folla di fotografi e, nonostante Simon non sia d'accordo, gli altri accettano di diventare famosi. Alla riunione, Kelly, Alisha, Nathan, Curtis e Nikki incontrano tutti gli altri ragazzi con i poteri tra cui il ragazzo che controlla il latte e Daisy, una sorta di guaritrice. Le cose stanno andando alla grande per i ragazzi, eccetto che per Simon che ancora non vuole farsi vedere. Nathan intanto, si dedica al lusso e alla sessualità smisurata fino ad incappare in una malattia venerea che tenterà di risolvere con l'aiuto di Daisy. Mentre però è con lei, la ragazza ha uno strano soffocamento che la conduce alla morte. Ignaro del fatto che dietro tutto c'è il giovane "latto-cinetico", Nathan riesce a convincere gli altri della sua innocenza e a portare avanti la sua gloria. È arrivato il grande giorno di Nathan e del suo spettacolo quando, poco prima di apparire in tv, riceve la visita di Alisha che, non sapendo che nella stanza c'è anche Simon, fa delle rivelazioni a Nathan. Simon, colpito dalle parole della ragazza, la segue fino all'appartamento lasciatole dal Simon del futuro dove la ragazza è costretta a raccontargli tutta la verità. La sera, durante lo spettacolo del suicidio in diretta di Nathan, Kelly e Alisha vengono colte di sorpresa dal ragazzo "latto-cinetico" e solo dopo, si scopre che Kelly è morta mentre Alisha è stata rapita. Sulle tracce del ragazzo per trovare Alisha e Nikki, Nathan si scontra con lui che, usando il suo potere e non potendolo uccidere, lo riduce in coma vegetativo; Alisha viene poi trovata da Simon, morta. Il ragazzo, infuriato, usa il suo potere per farsi uccidere al posto di Curtis e aiutarlo così a mandare indietro il tempo a prima del successo. La collaborazione tra Simon e Curtis va a buon fine e i ragazzi sono nuovamente tutti insieme negli spogliatoi. Ma questa volta decidono di risolvere la questione del ragazzo che controlla il latte, dirigendosi a casa sua e fermandolo prima che possa girare il video che lo avrebbe reso famoso, e che avrebbe potuto dar vita all'infausta catena di eventi. Felici di concludere il loro servizio sociale e dell'esperienza vissuta insieme, i ragazzi decidono di uscire insieme e andare a festeggiare la fine dei loro lavori al centro sociale.

## Fame di potere
- Titolo originale: Christmas Special
- Diretto da: Tom Green
- Scritto da: Howard Overman

### Trama
L'obbligo ai servizi sociali è terminato e i ragazzi sono tornati liberi. Dopo tre mesi, ognuno continua con la sua vita: Alisha lavora in un bar e continua la sua storia con Simon, che intanto tenta di diventare come il Simon del futuro; Curtis lavora con Alisha e continua a stare con Nikki; Nathan ha una storia con una giovane ragazza incinta e Kelly lavora per mantenersi. Nonostante tutto vada per il verso giusto, Alisha scopre di un uomo in grado di togliere o dare i superpoteri e decide di farsi levare il proprio, che le impedisce una sana relazione con Simon. Anche Nathan si reca dall'uomo facendosi togliere il proprio potere in cambio di un compenso. Mentre anche gli altri ragazzi, compreso un titubante Simon tratto in inganno da Alisha, si fanno togliere i poteri per denaro tornando alle rispettive vite prima del temporale, un prete, sfiduciato dalla mancanza di fede nelle persone, acquista vari superpoteri e si fa passare per Gesù risorto per attrarre persone a sé, sfruttare le donne sessualmente e, soprattutto, derubare i nuovi seguaci. Per i suoi scopi, "Gesù" sfrutta un uomo che, per trovare più soldi possibili decide di fare una rapina, proprio al bar dove i ragazzi stanno festeggiando prima della partenza di Curtis e Nikki. Incapaci di reagire, i ragazzi provano ad assecondare l'uomo ma quando Nathan lo istiga non ricordando di aver venduto il suo potere, l'uomo spara, uccidendo Nikki. Scioccati dall'accaduto, i ragazzi decidono di ricomprare i propri poteri scoprendo però che non hanno abbastanza soldi per farlo. L'indomani, Alisha viene avvicinata dal prete, scoprendo che l'uomo ha quello che era il suo potere e, inoltre, scopre che l'assassino di Nikki lavora per lui. Sconvolta, va da Simon che, saputa tutta la verità, insieme agli altri decide di uccidere Gesù. Dopo alcuni problemi, i ragazzi riescono ad ucciderlo e, subito dopo, la nuova ragazza di Nathan partorisce, facendo dimenticare per un momento tutto il male ai ragazzi. La sera, Alisha, Simon, Nathan, Curtis e Kelly si recano nuovamente dal venditore di poteri per riacquistare il proprio potere, anche se scoprono che alcuni dei loro vecchi poteri non sono più disponibili e che possono riceverne solo altri. 